# Fantasia 2000
Série Classiques d'animation Disney
Tarzan
(1999) Dinosaure
(2000)
Série Fantasia
Fantasia
(1940)
Pour plus de détails, voir Fiche technique et Distribution.
Fantasia 2000 est le 62e long-métrage d'animation et le 38e « Classique d'animation » des studios Disney.
Réalisé par Hendel Butoy et sorti en 1999, il est la suite de Fantasia (1940), produite par Roy Edward Disney selon le souhait de son oncle Walt.

## Synopsis
Cinquante-huit ans après Fantasia, ce film est composé de huit séquences illustrant huit morceaux de musique classique, interprétés pour la plupart par l'Orchestre symphonique de Chicago sous la direction de James Levine. Chaque séquence est précédée d'une courte présentation par des artistes ayant travaillé pour les studios Disney.
- Symphonie n° 5 (1er mouvement) de Ludwig van Beethoven

Dessin animé abstrait avec des papillons de couleurs.
- Les Pins de Rome d'Ottorino Respighi

Des baleines nagent entre les icebergs puis volent au-dessus de l'océan glacial.
- Rhapsody in Blue de George Gershwin

Graphisme inspiré du caricaturiste new-yorkais Al Hirschfeld, montrant les destins croisés d'un ouvrier noir passionné de jazz, d'un chômeur affamé et sans le moindre sou, d'un brave homme tyrannisé par son épouse méchante et d'une pauvre petite fille issue d'une famille aisée, à l'emploi du temps trop chargé, et qui se trouve être la plus mauvaise élève de la classe dans toutes ses activités. À noter que le voisin qui habite au-dessus de chez le professeur particulier de piano de la petite fille n'est autre que le compositeur lui-même.
- Concerto pour piano n° 2 (Allegro) de Dmitri Chostakovitch

Illustration de l'histoire du Petit Soldat de plomb de Hans Christian Andersen.
- Le Carnaval des animaux (Finale) de Camille Saint-Saëns

Un flamant rose s'amuse avec des yoyos créant des problèmes à ses congénères.
- L'Apprenti sorcier de Paul Dukas : reprise de la séquence du premier Fantasia.

Après avoir emprunté le chapeau magique de son maître, le sorcier Yensid, Mickey Mouse perd le contrôle d'un balai ensorcelé qu'il avait créé pour transporter de l'eau à sa place.
- Pomp and Circumstance (Marches n°1 à 4) de Sir Edward Elgar

Donald et Daisy aident Noé à rassembler les animaux avant le Déluge.
- L'Oiseau de feu (version 1919) d'Igor Stravinsky

Hymne à la force de la Nature, réalisé par Walt Disney Animation France.

## Fiche technique
- Titre : Fantasia 2000
- Réalisation : Hendel Butoy (supervision) - voir détail ci-dessous
- Scénario : Don Hahn, Irene Mecchi et David Reynolds (supervision) - voir détail ci-dessous
- Conception graphique :
  - Direction artistique : David Goetz
  - Cadrage (Layout) : Mitchell Guintu Bernal (supervision)
  - Décors : Dean Gordon (supervision)
  - Mise au propre (Clean-up) : Alex Topete (supervision)
  - Coordinateur artistique/Effets spéciaux : David Bossert (supervision)
- Animation : voir détail ci-dessous
  - Animation numérique (GCI) : Steve Goldberg, Shyh-Chyuan Huang, Susan Thayer et Mary Jane Turner (supervision)
- Montage : Jessica Ambinder Rojas et Lois Freeman-Fox
- Musique interprétée par l'Orchestre symphonique de Chicago sous la direction de James Levine (sauf Rhapsody in Blue dirigé par Bruce Broughton et L'Apprenti sorcier dirigé par Leopold Stokowski)
  - Arrangements : Bruce Coughlin et Peter Schickele ; Leopold Stokowski (L'Apprenti sorcier)
- Directrice de production : Angelique Yen
- Productrice associée : Lisa Cook, assistée de David Lovegren
- Producteur exécutif : Roy Edward Disney
- Producteur délégué : Donald Ernst
- Production : Walt Disney Pictures
- Société de distribution : Buena Vista Pictures Distribution (États-Unis) ; Gaumont Buena Vista International (France)
- Format : Couleurs - 1,37:1/1,85:1 - Dolby Digital - SDDS - DTS
- Budget : 80 millions de USD
- Durée : 77 minutes
- Dates de sortie : 
  - États-Unis : 17 décembre 1999
  - France : 22 décembre 1999 et 1er janvier 2000 au dôme IMAX de la Défense.

Note: La liste des « crédités » au générique étant trop longue pour être citée in extenso ici, nous n'avons repris que les principaux contributeurs.

### Introduction et intermèdes en prises de vues réelles
- Réalisation : Don Hahn
- Scénario : Kirk Hanson
- Direction artistique : Pixote Hunt
- Animation :  Andreas Deja (Mickey Mouse)
- Effets spéciaux : Richard Hollander (supervision)
- Animation numérique (GCI) : Eric Hanson (supervision)

### Symphonie n° 5(Ludwig van Beethoven)
- Réalisation et direction artistique : Pixote Hunt
- Scénario : Kelvin Yasuda
- Animation : Wayne Carlisi et  Raul Garcia

### Les Pins de Rome(Ottorino Respighi)
- Réalisation : Hendel Butoy
- Scénario : James Fujii et Francis Glebas d'après une idée de Brenda Chapman et Christopher Sanders
- Direction artistique : Dean Gordon et William Perkins
- Animation : Linda Bell, Darrin Butts, Darko Cesar, Sasha Dorogov, Sergei Kouchnerov, Teresa Martin, Branko Mihanovic, William Recinos, Andrea Losch et William Wright
- Présenté par : Itzhak Perlman

### Rhapsody in Blue(George Gershwin)
- Réalisation et scénario : Eric Goldberg
- Conception graphique :
  - Direction artistique : Susan McKinsey Goldberg
  - Conseiller artistique : Al Hirschfeld
  - Cadrage (Layout) : Rasoul Azadani
  - Décors : Natalie Franscioni-Karp
  - Mise au propre (Clean-up) : Vera Lanpher-Pacheco et Emily Jiuliano
  - Coordinateur artistique : Dan Hansen
- Animation : Tim Allen, Jared Beckstrand, Jerry Yu Ching, Robert Espanto Domingo, Douglas Frankel, David Hancock, Bert Klein, Jamie Oliff, Michael Show, Chad Stewart, Andreas Wessel-Therhorn, Anthony Ho Wong, James Baker, Nancy Beiman, Andreas Deja, Brian Ferguson, Thomas Gately, Sang-Jin Kim, Joe Oh, Mark Pudleiner, Mark Smith, Michael Stocker, Theresa Wiseman, Ellen Woodbury et Phil Young
  - Effets spéciaux : Mauro Maressa, Dorse A. Lanpher
- Directrice de production : Loni Beckner-Black
- Coproductrice : Patricia Hicks
- Présenté par : Quincy Jones

### Concerto pour piano n°2(Dmitri Chostakovitch)
- Réalisation : Hendel Butoy
- Scénario : Jim Capobianco et Roy Meurin d'après le conte Le Stoïque Soldat de plomb d'Hans Christian Andersen
- Direction artistique : Michael Humphries
- Animation : Tim Allen, Douglas Bennett, Eamonn Butler, Sandro Cleuzo, Ron Husband, Sang-Jin Kim, Roy Meurin, Neil Richmond, Darrin Butts, Steve Hunter, Mark Kausler, David Kuhn, Gregory Miller, Jason Ryan et Henry Sato Jr.
- Chorégraphie : Kendra McCool
- Présenté par : Bette Midler

### Le Carnaval des animaux(Camille Saint-Saëns)
- Réalisation, scénario et animation : Eric Goldberg
- Conception graphique :
  - Direction artistique : Susan McKinsey Goldberg
  - Conseiller artistique : Joe Grant
  - Storyboards : Vance Gerry et David Cutler
- Présenté par : James Earl Jones

### L'Apprenti sorcier(Paul Dukas)
- Réalisation : James Algar
- Scénario : Perce Pearce, Carl Fallberg (supervision), Joe Grant et Dick Huemer
- Conception graphique:
  - Direction artistique: Tom Codrick, Charles Philippi et Zack Schwartz
  - Décors : Claude Coats, Stan Spohn, Albert Dempster et Eric Hansen
- Animation :
  - Supervision de l'animation : Fred Moore et Vladimir Tytla
  - Animateurs : Les Clark, Riley Thompson, Marvin Woodward, Preston Blair, Edward Love, Ugo D'Orsi, George Rowley et Cornett Wood
- Présenté par : Penn & Teller

### Pomp and Circumstance(Edward Elgar)
- Réalisation : Francis Glebas
- Scénario : Robert Gibbs, Todd Kurosawa, Don Dougherty, Terry Naughton, Patricia Ventura et Stevie Wermers
- Direction artistique : Daniel Cooper
- Animation : Tim Allen (supervision), Douglas Bennett, Tim George, Mark Kausler, Sang-Jin Kim, Roy Meurin et Gregory Miller
- Présenté par : James Levine

### L'Oiseau de feu(Igor Stravinsky)
- Réalisation, scénario et conception graphique : Gaëtan et Paul Brizzi
- Direction artistique : Carl Jones
- Animation :  Anthony Derosa, Ron Husband et John Pomeroy (supervision), Tim Allen, Sandro Cleuzo, David Hancock, Sang-Jin Kim, Gregory Miller, Joe Oh et David Zaboski
- Présenté par : Angela Lansbury

## Distribution

### Distribution et voix originales
- Ralph Grierson : Pianiste (Rhapsody in Blue)
- Kathleen Battle : Soliste (Pomp and Circumstance)
- Steve Martin : Lui-même (Introduction)
- Itzhak Perlman : Lui-même (Pines of Rome)
- Quincy Jones : Lui-même (Rhapsody in Blue)
- Bette Midler : Elle-même (Piano Concerto No. 2)
- James Earl Jones : Lui-même (Carnival of the Animals)
- Penn Jillette & Teller : Eux-mêmes (The Sorcerer's Apprentice)
- James Levine : Lui-même (Pomp and Circumstance)
- Angela Lansbury : Elle-même (Firebird Suite)
- Wayne Allwine : Mickey Mouse (Pomp and Circumstance) (voix)
- Tony Anselmo : Donald Duck (Pomp and Circumstance) (voix)
- Russi Taylor : Daisy Duck (Pomp and Circumstance) (voix)
- Gaëtan Brizzi : Lui-même
- Paul Brizzi : Lui-même
- Yefim Bronfman : Pianiste (Piano Concerto No. 2)
- Hendel Butoy : Lui-même
- Eric Goldberg : Lui-même
- Deems Taylor : Lui-même (Introduction, archives)
- Leopold Stokowski : Lui-même (The Sorcerer's Apprentice, archives)
- Chicago Symphony Chorus : Chœur (Pomp and Circumstance)

### Voix françaises
- François Berland : Deems Taylor (narrateur)
- Jacques Frantz : Steve Martin
- Jean-Claude Sachot : Itzhak Perlman
- Greg Germain : Quincy Jones
- Élisabeth Wiener : Bette Midler
- Benoît Allemane : James Earl Jones
- Richard Darbois : Penn
- Patrick Floersheim : James Levine
- Paula Dehelly : Angela Lansbury
- Laurent Pasquier : Mickey Mouse
- Sylvain Caruso : Donald Duck
- Sybille Tureau : Daisy Duck
- Raoul Guillet : Leopold Stokowski
- Philippe Catoire : Leopold Stokowski

Source : Voxofilm

### Voix québécoises
- Gilbert Lachance : Narrateur
- Jean-Marie Moncelet : Steve Martin
- Edgar Fruitier : Itzhak Perlman
- Guy Nadon : Quincy Jones
- Anne Caron : Bette Midler
- Victor Désy : James Earl Jones
- Hubert Gagnon : Penn Jillette
- Daniel Picard : Teller / Mickey Mouse
- Daniel Lesourd : Donald Duck
- Aline Pinsonneault : Daisy Duck
- Yves Massicotte : James Levine
- Elizabeth Lesieur : Angela Lansbury

## Sorties cinéma
Sauf mention contraire, les informations suivantes sont issues de l'Internet Movie Database.

### Avant-premières
Le film est d'abord sorti en avant première dans plusieurs grandes salles en 1999 :
- New York, le 17 décembre 1999
- Londres, le 21 décembre 1999
- Paris, le 22 décembre 1999
- Tokyo, le 27 décembre 1999

### Sorties au format IMAX
Ensuite le film est sorti dans plusieurs pays le 1er janvier 2000 mais uniquement dans des salles équipées du format IMAX tel le Dôme IMAX de la Défense. La programmation dans ces salles IMAX s'est interrompue avec les sorties nationales.
Les pays ayant eu une sortie au format IMAX :sont : Allemagne, Belgique, Canada, Espagne, États-Unis, France, Hong Kong, Japon, Mexique, Pays-Bas, Royaume-Uni, Singapour, Thaïlande

### Sorties nationales
- Norvège : 4 mai 2000 (Kristiansand International Children's Film Festival)
- Nouvelle-Zélande : 18 mai 2000
- France : 24 mai 2000
- Royaume-Uni : 26 mai 2000
- Pays-Bas : 31 mai 2000
- Australie : 1er juin 2000
- Mexique : 2 juin 2000
- Argentine : 8 juin 2000
- Israël : 8 juin 2000
- Pérou : 8 juin 2000
- Venezuela : 14 juin 2000
- Brésil : 16 juin 2000
- Suède : 30 juin 2000
- République tchèque : 6 juillet 2000
- Pologne : 7 juillet 2000
- Espagne : 14 juillet 2000
- Japon : 15 juillet 2000
- Allemagne : 20 juillet 2000
- Suisse : 20 juillet 2000 (régions germanophone)
- Philippines : 26 juillet 2000 (Davao)
- Hongrie : 27 juillet 2000
- Estonie : 4 août 2000
- Corée du Sud : 5 août 2000
- Indonésie : 8 août 2000 (Jakarta)
- Malaisie : 17 août 2000
- Italie : 8 septembre 2000
- Danemark : 6 octobre 2000
- Finlande : 6 octobre 2000
- Islande : 12 octobre 2000 (Reykjavik Film Festival), 13 octobre 2000 (nationale)
- Turquie : 20 octobre 2000
- Slovénie : 16 novembre 2000

## Sorties vidéo
Le film est sorti en DVD en 2000 en :
- coffret simple
- coffret « Collector » comprenant Fantasia et Fantasia 2000
- coffret « Anthologie » comprenant Fantasia, Fantasia 2000 et un troisième dvd de bonus.
- 26 novembre 2010 : réédition DVD et première sortie Blu-Ray. Le même jour sort également le premier Fantasia sur ces deux supports.

## Origine et production
Walt Disney désirait au début du développement de Fantasia en faire un spectacle cinématographico-musical évolutif. Le film devait être présenté à intervalles réguliers avec de nouvelles séquences, reprises ou non par la suite en fonction du succès obtenu. Ce principe explique que la sortie initiale américaine du film eut lieu sous la forme d'un spectacle itinérant, le 13 novembre 1940 à New York, distribué par Walt Disney Productions. Cette forme déplut au public et la tournée fut stoppée,,. Le film fut alors distribué sur tout le territoire américain par RKO Pictures, le 29 janvier 1941,,.
Si le premier film fut bien mené à terme, l'idée de l'évolutivité fut en revanche abandonnée. À la fin des années 1960, le projet d'un second opus persiste mais le budget annoncé dépasse les 12 millions de dollars avec un faible retour sur investissement ce qui a freiné le projet. D'après Charles Solomon, le studio relance l'idée d'une suite de Fantasia intitulée Musicana en 1982,. Elle comprend une séquence avec Mickey basée sur le conte Le Rossignol et l'Empereur de Chine d'Andersen et la musique Le Rossignol d'Igor Stravinsky,. Mais ce projet est abandonné au profit du court métrage Le Noël de Mickey (1983) et aucune des idées de ce projet n'a été reprise dans Fantasia 2000,. Pour Grant le projet de haute qualité Musicana n'a pas pu voir le jour en raison du non-renouvellement des animateurs après plusieurs années de réduction des productions. Au milieu des années 1990, le neveu de Walt, Roy Edward Disney, reprit le concept et lança la production de Fantasia 2000 (1999).
Dans la séquence Rhapsody in Blue, Eric Goldberg rend hommage à John Culhane, auteur ayant travaillé chez Disney déjà croqué par Milt Kahl avec le personnage de Snoops dans Les Aventures de Bernard et Bianca (1977).